# Arthabaska
Arthabaska ist eine regionale Grafschaftsgemeinde (französisch municipalité régionale du comté, MRC) in der kanadischen Provinz Québec.
Sie liegt in der Verwaltungsregion Centre-du-Québec und besteht aus 23 untergeordneten Verwaltungseinheiten (vier Städte, 13 Gemeinden, zwei Kantonsgemeinden und vier Sprengel). Die MRC wurde am 1. Januar 1982 gegründet. Der Hauptort ist Victoriaville. Die Einwohnerzahl beträgt 72.014 und die Fläche 1.890,18 km², was einer Bevölkerungsdichte von 38,1 Einwohnern je km² entspricht.

## Gliederung
Stadt (ville)
- Daveluyville
- Kingsey Falls
- Victoriaville
- Warwick

Gemeinde (municipalité)
- Chesterville
- Sainte-Anne-du-Sault
- Notre-Dame-de-Ham
- Saint-Albert
- Sainte-Clotilde-de-Horton
- Sainte-Élisabeth-de-Warwick
- Sainte-Hélène-de-Chester
- Saint-Louis-de-Blandford
- Saint-Norbert-d’Arthabaska
- Saint-Rémi-de-Tingwick
- Saint-Samuel
- Saint-Valère
- Tingwick

Kantonsgemeinde (municapalité de canton)
- Ham-Nord
- Maddington

Sprengel (municipalité de paroisse)
- Saint-Christophe-d’Arthabaska
- Saints-Martyrs-Canadiens
- Saint-Rosaire
- Sainte-Séraphine

## Angrenzende MRC und vergleichbare Gebiete
- Bécancour
- L’Érable
- Les Appalaches
- Les Sources
- Drummond
- Nicolet-Yamaska

## Persönlichkeiten
- Marc-Aurèle de Foy Suzor-Coté (1869–1937), Maler, Bildhauer und Kirchendekorateur